# Daisies of the Galaxy
Albums de Eels
Electro-Shock Blues
(1998) Souljacker
(2001)
Daisies of the Galaxy est le troisième album du groupe Eels, composé de "E" (Mark Oliver Everett), Jonathan "Butch" Norton, Peter Buck, Grant-Lee Phillips et Jim Lang. Cet album est classé dans le rock alternatif. Cet album est sorti en 2000.

## Titres
1. Grace Kelly Blues
2. Packing Blankets
3. The Sound of Fear
4. I Like Birds
5. Daisies of the Galaxy
6. Flyswatter
7. Its a Motherfucker
8. Estate Sale
9. Tiger in My Tank
10. A Daisy Through Concrete
11. Jeannie's Diary
12. Wooden Nickels
13. Something Is Sacred
14. Selective Memory
15. Mr E's Beautiful Blues

## Utilisation
Le titre Flyswatter a été utilisé dans le deuxième épisode de la première saison de la série United States of Tara.